# Chouette-pêcheuse de Bouvier
Scotopelia bouvieri
Espèce
Statut de conservation UICN

 LC  : Préoccupation mineure
Statut CITES
La Chouette-pêcheuse de Bouvier (Scotopelia bouvieri, anciennement Bubo bouvieri) ou chouette-pêcheuse vermiculée est une espèce d'oiseaux de la famille des Strigidae. C'est l'une des 3 espèces actuelles de chouette-pêcheuse avec la chouette-pêcheuse de Pel et la chouette-pêcheuse rousse, elles vivent toutes en Afrique.

## Distribution et statut

### Répartition et habitat
Cette espèce vit au Liberia, au Togo, et plus largement dans toute l'Afrique centrale, notamment au Cameroun, en République centrafricaine, en République du Congo, en République démocratique du Congo, au Gabon, jusqu'au nord-ouest de l'Angola et au sud du Nigeria.
Elle est inféodée aux forêts qui se trouvent en bordure de rivières ou de lacs. C'est là que cette espèce piscivore trouve les poissons, batraciens et crustacés qui composent la majorité de son régime alimentaire. Mais si la présence d'eau à proximité immédiate est importante elle n'est néanmoins pas obligatoire car la chouette-pêcheuse de Bouvier s'accommode aussi de petits oiseaux, de mammifères ou d'invertébrés.

### Statut
L'importance exacte de la population de cette chouette est mal déterminée et elle nécessite de plus amples recherches. Elle pourrait être localement assez commune. Il n'en demeure pas moins que les dynamiques actuelles de déforestation et de dégradation des milieux naturels constituent à coup sûr une menace pour cet oiseau.

## Description
La chouette-pêcheuse de Bouvier est une chouette de taille moyenne, plus petite que la chouette-pêcheuse de Pel, avec une longueur estimée entre 46 et 50 cm, pour un poids dépassant les 600 g.
Le plumage présente d'un individu à l'autre de grandes variations, mais la teinte dominante reste le brun jaunâtre, avec des nuances de chamois et de cannelle, particulièrement sur la tête. La poitrine et les parties inférieures sont plus pâle, d'un blanc cassé. L'ensemble du plumage est parcouru de fines rayures et de vermiculures. Le disque facial est très peu marqué par des bords flottants brun-roussâtre. Le bec et les pattes sont jaunes, les yeux brun profond.
On ne connaît pas de dimorphisme sexuel chez cette espèce qui reste encore peu étudiée.